# Шипоголовая пуголовка
Шипоголовая пуголовка (лат. Benthophilus ctenolepidus) — вид рыб из семейства бычковых. Встречаются в водах Среднего и Южного Каспийского моря. Длина тела — 38—65 мм, масса составляет от 1,2 до 6,7 г. Живут в водах с соленостью 12,4—13,0 ‰. Научное описание вида впервые дано российским зоологом Карлом Фёдоровичем Кесслером в 1877 году.

## Распространение
Каспийское море: от Апшеронского полуострова до Астары на юге.